# Трегалоза
Трегалоза - вуглевод з групи невідновлюваних дисахаридів. У природній трегалозі 2 залишки D-глюкози пов'язані α, α-глікозидним зв'язком.

## Поширення в природі
Трегалоза вперше була виділена з  ріжків пурпурових; міститься також у водоростях, дріжджах, вищих грибах, лишайниках, в деяких вищих рослинах, гемолімфі ряду черв'яків і комах. Багатим джерелом трегалози є  ексудат ясена (Trehala manna), що виділяється в результаті уколу комах. В туберкульозних бацилах виявлені похідні трегалози: високотоксичний «корд-фактор» (трегалоза пов'язана з 2 молекулами вищої жирної кислоти) і фосфоглюкан, в якому залишки трегалози пов'язані фосфодиефірним зв'язком в лінійний ланцюг. Біосинтез фосфату трегалози відбувається за участю уридиндифосфатглюкози.